# Giovanni Agostino Perotti
Giovanni Agostino Perotti (Vercelli, 12 aprile 1769 – Venezia, 6 giugno 1855) è stato un compositore e direttore di coro italiano.

## Biografia
Studia musica fin da giovane col fratello maggiore Giandomenico, contemporaneamente agli studi letterari. Pur volendosi dedicare agli studi universitari di medicina, ben presto, a causa del difficile clima politico dell'epoca, dovette invece optare per gli studi musicali. L'Accademia dei filarmonici di Bologna lo annoverò tra i suoi allievi, più precisamente sotto la guida di Stanislao Mattei, col quale di diplomò il 5 maggio 1791. Rimase nella città emiliana sino al 1794, quindi si trasferì a Venezia, dove ben presto entrò nell'organico della prestigiosa Cappella Marciana, della quale divenne direttore nel 1811. Nella città lagunare divenne membro dell'Ateneo Veneto di Scienze, Lettere ed Arti e di altre importanti istituzioni culturali.
Il 13 settembre 1807 sposò Diana Spada, che gli diede ben sette figli.

## Produzione
Ovviamente il suo ruolo di direttore della Marciana lo portò a comporre una lunga serie di brani per la liturgia. Oltre a varie Messe per il Natale, scrisse vari Offertori, Inni e Mottetti che denotano la sua rigorosa preparazione contrappuntistica e l'ispirazione che traeva dai grandi maestri della Scuola Veneziana, in particolare Benedetto Marcello, alla cui maniera compose il celebre Miserere.